# لرک

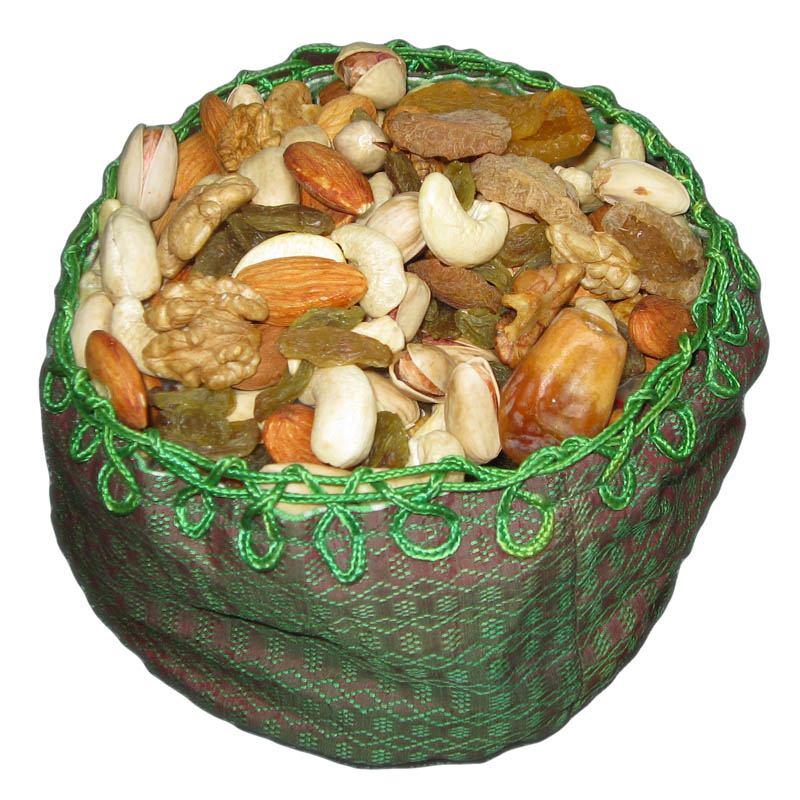
مقداری لرک در یک کیسه پارچه‌ای

لُرک یا آجیل هفت مغز  یا آجیل گهنبار آجیلی است که در زرتشتیان آیین‌های زرتشتیان، و بیشتر هنگام جشن‌ها آماده و برای نذر و فدیه میان دیگران پخش می‌شود. بی‌گمان در شکل نخستین این خوراکی، شکلی از پیشکش به فروهر‌ها هم وجود داشته؛ بر سفره می‌نهادند تا موجب خشنودی‌شان شود.
معمولاً از هفت میوهٔ خشک شامل: پسته، بادام، سنجد، کشمش، گردو، برگه هلو، انجیر و خرما که در مراسم آفرینگان‌ها، گاهنبارها، جشن‌ خوانی، جشن نوزادی، در آیین سدره ، کشتی‌بندی و دیگر جشن‌ها به میهمانان داده می‌شود.
این آجیل به ویژه در گاهنبار‌ها بسیار در کار است و زرتشتیان بدان ارج بسیار می‌نهند ولی امروزه گونه‌های دیگری از آجیل، چون نارگیل، قیسی، مویز و نبات نیز بدان می افزایند و لرک یا آجیل هفت مغز یا آجیل گهنبار می‌نامند.
آماده‌سازی آجیل مشگل‌گشا که در آیین‌های گوناگون، برای رفع گرفتاری و سختی‌ها و به عنوان فدیه میان دیگران پخش می‌گردد، ریشه در همین آیین کهن زرتشتیان دارد.